# The Black Mamba
The Black Mamba es un grupo musical portugués formado en 2010 y compuesto por Pedro Tatanka, Miguel Casais y Marco Pombinho.

## Historia
En mayo de 2010 comenzó la carrera musical del grupo The Black Mamba, formado por Pedro Tatanka, Ciro Cruz y Miguel Casais. El nombre del grupo surgió de la inspiración que encontraron en su sonido, el cual definen como hipnotizador y cautivador, como una mamba negra.
El primer álbum, «The Black Mamba», se lanzó en 2010 y resultó bastante exitoso en el país luso. En poco más de un año, después de su gira de debut, celebraron conciertos en diversos festivales internacionales, como los que tuvieron lugar en Filadelfia, Luanda, Madrid, Sevilla, São Paulo o Río de Janeiro. Cuatro años después de la edición de su primer trabajo, comenzaron a producir el segundo, llamado «Dirty Little Brother» (producido en Lisboa y Nueva York y lanzado el 22 de septiembre de 2014). Este álbum, con 11 nuevas canciones, incluyó colaboraciones con Aurea, António Zambujo y Silk (Cais Sodré Funk Connection). El primer sencillo fue «Wonder Why», canción interpretada a dúo con Aurea.
En 2015, llevaron a cabo en su segunda gira nacional y encabezaron varios festivales como NOS Alive, NOS Summer Opening, Festival do Crato y Festival Marés Vivas. En este último, que tuvo lugar en la ciudad de Oporto, compartieron escenario principal con grandes nombres de la música internacional, como Lenny Kravitz, John Legend y Jamie Cullum. 2015 también fue el año en que la banda regresó a Brasil, actuando en el Festival Virada Cultural, en São Paulo, así como en Café dos Prazeres y Bar Bramha.
Al final de su etapa en Brasil, Ciro Cruz, bajista y cofundador de la banda, abandonó el proyecto. Pedro Tatanka y Miguel Casais se convirtieron entonces en el motor del grupo The Black Mamba.
Entre 2016 y 2018 fueron muchos los conciertos del grupo, destacando los que se presentaron en los lugares portugueses más emblemáticos: Coliseu do Porto (2017) y Lisboa (2018).
En 2019, a través de La Resistance, lanzaron su tercer CD, «The Mamba King». Durante su promoción, actuaron en Ámsterdam, ciudad que les inspiró para el siguiente disco, el cual podría llamarse «Another Night In Amsterdam».
Por otro lado, en 2021, la banda participó en el Festival da Canção, organizado por la televisión pública de Portugal para seleccionar la canción representante del país en Eurovisión 2021. Lo hizo con el tema «Love is on my Side», con el que ganaron el concurso tras ser los segundos más votados tanto por parte del jurado como del público, siendo la primera canción que representaría al país en el certamen europeo cantada en inglés.

## Miembros
Actuales
- Pedro Tatanka – voz y guitarra.
- Miguel Casais – batería.
- Marco Pombinho – teclado, no eléctrico y órgano eléctrico.

Antiguos
- Ciro Cruz – bajo eléctrico.

## Discografía

### Álbumes
- 2010 – The Black Mamba
- 2014 – Dirty Little Brother
- 2019 – The Mamba King

### Sencillos
- 2012 – If I Ain't You
- 2014 – Wonder Why (feat. Aurea)
- 2016 – Canção de mim mesmo (feat. Boss Ac)
- 2018 – Believe
- 2021 – Love is on my Side

#### Colaboraciones
- 2020 – Beautiful Lie (Light Gun Fire feat. The Black Mamba)